# Resolució 2314 del Consell de Seguretat de les Nacions Unides
La Resolució 2314 del Consell de Seguretat de les Nacions Unides fou adoptada per unanimitat el 31 d'octubre de 2016. El Consell va ampliar mandat el Mecanisme Comú de Recerca amb l'Organització per la Prohibició de les Armes Químiques (OPCW), que va determinar quina part va utilitzar armes químiques a Síria, a dues setmanes. La breu extensió permet revisar l'abast de l'estudi. El 17 de novembre, però, el mecanisme es va renovar per un altre any sense canvis en el mandat.

## Context
Després de la votació, va seguir d'un debat sobre el paper exacte i l'ampliació addicional d'aquest mecanisme. El Regne Unit i els Estats Units van trobar que el mecanisme ha de limitar-se a Síria, i no s'ha d'estendre a l'Iraq, per exemple, pel fet que alguns van utilitzar armes químiques a Síria contra la població. [1] Ja en tres casos, el règim del president Bashar al-Assad va ser designar com a responsable, però també Estat Islàmic havia utilitzat armes químiques en un atac.
Rússia va assenyalar el perill que grups terroristes poguessin utilitzar armes químiques i, per tant, constatava que el pla s'havia d'estendre a tota la regió. El mecanisme no ha de ser explotat políticament per criticar al govern sirià, sinó que havia de fer-ho de manera objectiva. Xina i França va argumentar que el Consell de Seguretat ha de romandre unit, i havia de deixar de banda les seves diferències sobre Síria quan tractés aquest tema.
Japó estava a favor d'estendre el mecanisme encara més després d'aquesta extensió, ja que s'havien produït nous incidents.

## Contingut
L'equip de recerca de l'OPCW havia investigat nous incidents que impliquen l'ús d'armes químiques a Síria. El seu ús va ser novament condemnat com una greu violació del dret internacional.
El mandat del Mecanisme Conjunt d'Investigació amb l'OPCW, creat per la resolució 2235, es va ampliar fins al 18 de novembre de 2016.